# Irving Allen
Irving Allen (* 24. November 1905 in Lemberg, Königreich Galizien und Lodomerien, Österreich-Ungarn; † 17. Dezember 1987 in Encino, Kalifornien; eigentlich Irving Applebaum) war ein US-amerikanischer Filmproduzent und Filmregisseur.

## Leben
Irving Allen kam 1926 nach Hollywood, wo er von seinem Highschool-Freund, dem Filmproduzenten Carl Laemmle Jr., als Filmeditor bei Universal Pictures eingestellt wurde und ihm so der Einstieg ins Filmgeschäft gelang. Später war er auch bei Paramount Pictures und Republic Pictures angestellt.
Anfang der 1940er Jahre wechselte er ins Regiefach. Sein erster Kurzfilm Forty Boys and a Song (1941) wurde prompt für den Oscar nominiert. Nach seinem Einsatz im Zweiten Weltkrieg folgten B-Filme unter seiner Regie, wie Avalanche (1946) und 16 Fathoms Deep (1948). 1947 trat er mit seiner eigenen Produktionsfirma Irving Allen Productions erstmals als Produzent in Erscheinung. Für seinen Kurzfilm Climbing the Matterhorn konnte er im Jahr 1948 den Oscar gewinnen.
1952 gründete er in Großbritannien zusammen mit Albert R. Broccoli die Produktionsfirma Warwick Films. Ihre Wege trennten sich bereits in den 1960ern, als Broccoli Ian Flemings James-Bond-Romane verfilmen wollte, was Allen irrtümlich als nicht rentabel einstufte. Allen wiederum sicherte sich daraufhin die Rechte an Donald Hamiltons Matt-Helm-Serie und produzierte mit Dean Martin in der Rolle des Geheimagenten Matt Helm die drei Filme Leise flüstern die Pistolen (1966), Die Mörder stehen Schlange (1966) und Wenn Killer auf der Lauer liegen (1967). 1975 ging Allen in den Ruhestand. Er starb 1987 im Alter von 82 Jahren in Encino und wurde im Forest Lawn Memorial Park in Los Angeles beigesetzt.

## Filmografie (Auswahl)
Regie
- 1941: Forty Boys and a Song (Kurzfilm)
- 1946: Avalanche
- 1947: Climbing the Matterhorn (Kurzfilm)
- 1948: 16 Fathoms Deep
- 1949: Chase of Death (Kurzfilm)

Produktion
- 1949: Der Mann vom Eiffelturm (The Man on the Eiffel Tower)
- 1951: Der Todesfelsen von Colorado (New Mexico)
- 1954: Hölle unter Null (Hell Below Zero)
- 1954: Unter schwarzem Visier (The Black Knight)
- 1955: Kennwort: Berlin-Tempelhof (A Prize of Gold)
- 1955: Himmelfahrtskommando (The Cockleshell Heroes)
- 1956: Der König der Safari (Safari)
- 1957: Der Mann, den keiner kannte (Interpol)
- 1957: Spiel mit dem Feuer (Fire Down Below)
- 1958: Keine Zeit zu sterben (No Time to Die)
- 1958: Der Mann ohne Nerven (The Man Inside)
- 1959: Rivalen unter heißer Sonne (Killers of Kilimanjaro)
- 1960: Der Mann mit der grünen Nelke (The Trials of Oscar Wilde)
- 1961: Der Schuß aus dem Nichts (Johnny Nobody)
- 1964: Raubzug der Wikinger (The Long Ships)
- 1965: Dschingis Khan (Genghis Khan)
- 1966: Leise flüstern die Pistolen (The Silencers)
- 1966: Die Mörder stehen Schlange (Murderer’s Row)
- 1967: Wenn Killer auf der Lauer liegen (The Ambushers)
- 1969: Rollkommando (The Wrecking Crew)
- 1969: Die Todesreiter (The Desperados)
- 1970: Cromwell – Krieg dem König (Cromwell)

## Auszeichnungen
- 1948: Oscar in der Kategorie Bester Kurzfilm für Climbing the Matterhorn
- 1950: Nominierung für den Oscar in der Kategorie Bester Kurzfilm für Chase of Death
- 1966: Nominierung für den Golden Laurel Award
- 1967: Nominierung für den Golden Laurel Award
- 1968: Nominierung für den Golden Laurel Award